# Minthodes diversipes
Minthodes diversipes är en tvåvingeart som först beskrevs av Gabriel Strobl 1899.  Minthodes diversipes ingår i släktet Minthodes och familjen parasitflugor. Inga underarter finns listade i Catalogue of Life.